# Valentin Huot
Valentin Huot   (Creissençac e Pissòt, 1 de maig de 1929 - Manzac, 21 de novembre de 2017) va ser un ciclista francès que fou professional entre 1953 i 1961. En el seu palmarès destaquen dos Campionats de França en ruta, el 1957 i 1958, el GP Ouest France-Plouay de 1956 i el Midi Libre de 1960.
En 1999 publicà el llibre de record Clous et vélo percés, noblesse des pauvres. El juliol de 2011 va ser nomenat Cavaller de la Legió d'Honor. Va rebre el premi de mans del seu company ciclista Raymond Poulidor.

## Palmarès
- 1953
  - 1r del Tour de les Províncies franceses
- 1954
  - 1r de la París-Limoges
  - 1r de La Rochelle-Angolême
  - 1r de la Challenge Martini
  - Vencedor d'una etapa del Tour d'Alsàcia-Lorena
- 1955
  - 1r del Tour de Corrèze
  - 1r de la Polymultipliée
- 1956
  - 1r al GP Ouest France-Plouay
  - 1r al Circuit de l'Aulne
  - 1r a la Mònaco-Mont Agel
  - 1r a Mont Faron (en línia)
- 1957
  -  Campió de França en ruta
  - 1r al Gran Premi de la Trinitat a Guéret
  - 1r a Mont Faron (CRI)
- 1958
  -  Campió de França en ruta
- 1960
  - 1r del Midi Libre i vencedor d'una etapa
  - 1r del Bol d'Or de Monédières

### Resultat al Tour de França
- 1954. Abandona (13a etapa)
- 1955. Abandona (2a etapa)
- 1956. 61è de la classificació general. 3r del Gran Premi de la Muntanya
- 1957. Abandona (12a etapa)
- 1959. 48è de la classificació general
- 1961. 39è de la classificació general